# Rio Bandeira (Mittlerer Piquiri)
Der Rio Bandeira ist ein etwa 80 km langer linker Nebenfluss des Rio Piquiri im Westen des brasilianischen Bundesstaats Paraná.

## Geografie

### Lage
Das Einzugsgebiet des Rio Bandeira befindet sich auf dem Terceiro Planalto Paranaense (Dritte oder Guarapuava-Hochebene von Paraná) östlich von Cascavel.

### Verlauf
Sein Quellgebiet liegt im Munizip Campo Bonito nahe der Grenze zu Guaraniaçu auf 622 m Meereshöhe. Der Ursprung ist etwa 4 km östlich der Ortsmitte in der Nähe der PR-471.
Der Fluss verläuft windungsreich überwiegend in nördlicher Richtung. Er bildet bis zu seiner Mündung die östliche Munizipgrenze von Campo Bonito zu Guaraniaçu. Er fließt von links in den Rio Piquiri. Er mündet auf 325 m Höhe. Er ist etwa 80 km lang.

### Munizipien im Einzugsgebiet
Am Rio Bandeira liegen die zwei Munizipien Campo Bonito und Guaraniaçu.